# Stazione di Arimagawa
La stazione di Arimagawa (有間川駅?, Arimagawa-eki) è una fermata ferroviaria della città di Jōetsu della prefettura di Niigata, in Giappone.

## Linee
JR West
■ Linea principale Hokuriku

## Struttura
La fermata è realizzata in superficie, con due marciapiedi laterali e due binari passanti. Il fabbricato dispone di una sala d'attesa, ed è privo di servizi igienici. Il passaggio alla banchina opposta avviene tramite passaggio a livello interno.
| 1 | ■ Linea principale Hokuriku | per Naoetsu                     |
| 2 | ■ Linea principale Hokuriku | per Itoigawa, Toyama e Kanazawa |

## Stazioni adiacenti
| 《                        | Servizio                  | 》                        |
| Linea principale Hokuriku | Linea principale Hokuriku | Linea principale Hokuriku |
| ------------------------- | ------------------------- | ------------------------- |
| Nadachi                   | -                         | Tanihama                  |